# Jorge Alfaro
Jorge Mario Alfaro Buelvas (né le 11 juin 1993 à Sincelejo, Sucre, Colombie) est un receveur de la Ligue majeure de baseball.

## Carrière
Jorge Alfaro signe son premier contrat professionnel en juillet 2010 avec les Rangers du Texas. Alors qu'il est joueur de ligues mineures, Alfaro est échangé aux Phillies de Philadelphie. Le 31 juillet 2015, il est avec les lanceurs droitiers Alec Asher, Jerad Eickhoff et Jake Thompson, le lanceur gaucher Matt Harrison et le voltigeur Nick Williams l'un des six joueurs que Philadelphie reçoit dans la transaction qui envoie au Texas les lanceurs gauchers Cole Hamels et Jake Diekman.
Jorge Alfaro fait ses débuts dans le baseball majeur avec les Phillies de Philadelphie le 12 septembre 2016.
Il joue avec l'équipe de Colombie à la Classique mondiale de baseball 2017.